# 紫花狸藻
紫花狸藻（学名：Utricularia violacea）为狸藻属一年生陆生食虫植物。其种加词“violacea”来源于拉丁文“viola”，意为“堇紫色，紫罗兰色”，指其花朵为紫色。紫花狸藻分布于澳大利亚西澳大利亚州、南澳大利亚州、维多利亚州和塔斯马尼亚州。

## 外部連結
- 食虫植物照片搜寻引擎中紫花狸藻的照片 （页面存档备份，存于）

 维基共享资源上的相關多媒體資源：紫花狸藻
 維基物種上的相關：紫花狸藻